# Bhalgam Baldhoi
Bhalgam Baldhoi (o Bhalgam Buldhoi) fou un petit estat tributari protegit al sud del Kathiawar, a la presidència de Bombai, format únicament per dos pobles amb dos tributaris separats. Els ingressos eren de 200 lliures i el tribut de quasi 21 lliures al govern britànic i de 5 lliures al nawab de Junagarh. La capital era Bhalgam situada a 22° 27′ N, 70° 54′ E / 22.450°N,70.900°E.